# Car (журнал)
Car (с англ. «Автомобиль») — популярный ежемесячный британский автомобильный журнал, основанный в 1962 году. В настоящее время публикуется немецким медиахолдингом Bauer Media Group.
Наиболее известной особенностью журнала являются групповые тест-драйвы под названием «Giant Test», идея которых была разработана изданием и впервые опубликована в 1970-е годы. Кроме того, «Car» на постоянной основе публикует интервью со значимыми фигурами в автомобильной промышленности, обзоры новых моделей автомобилей, новости из мира автоспорта и прочие статьи, связанные с автомобялми.
Международные лицензионные издания выходят в Бразилии, Китае, Греции, Индии, Малайзии (с декабря 2012 года), Мексике, Ближнем Востоке, Польше (под названием Cars), Румынии, Южной Африке ( под названием TOPCAR), Испании, Таиланде, Турции и Японии (カーマガジン kaa magajin, издательским дом Неко Publishing). В 2000-х годах издавался в России издательским домом «Си-медиа» по британской лицензии, однако в настоящее время от проекта осталась лишь онлайн-версия (www.cars.ru), которая содержит статьи с бумажной версии, но уже не имеет с ней формальной связи.

## История
Автомобильное издание «Car» было основано в 1962 году и называлось тогда Small Car and Mini Owner incorporating Sporting Driver
. Но уже в 1965 году журнал был переименован в своё настоящее имя. В те же 1960-е года издание организовало собственную награду «Автомобиль Года» (англ. Car of The Year или COTY), которая впоследствии стала присуждаться на основании выбора автомобильных журналистов со всей Европы. В 1974 году главным редактором издания становится Мел Николс, которые ранее тесно сотрудничал с журналом в качестве фрилансера. В это же время права на издание выкупает фирма Force Four Publishing. Стоимость сделки составляла £5000. В связи с этим головной офис журнала переехал на улицу Маленькая Британия в Лондоне.
В середине 1970-х годов количество статей журнала начало увеличиваться. Тогда же (в 1976 году) был основан раздел «The Good, The Bad and The Ugly» (с англ. дословно «Хороший, Плохой и Уродливый»), посвящённый обзору автомобилей, находящихся в продаже. В 1981 году шефство наз изданием принял Стив Кропли, который руководил журналом до 1987 года.
В начале 1990-х годов продажи издания продолжали увеличиваться. В журнал приходили и развивались молодые писатели — ныне хорошо известные и широко почитаемые автомобильные журналисты. Среди них присутствуют заместитель главного редактора Ричард Бремнер, Пол Хоррел (в настоящее время работает на Top Gear) и Колин Гудвин (в настоящее время редактор журнала Autocar). Прибыльность журнала достигла своего пика в середине 1991 года. После него было принято решение о перепродажи прав на издание. Среди покупателей выделялись Redwood (который впоследствии издавал журналы для BBC), Emap (крупный издательский дом, который больше всего известен своими любительскими журналами и изданиями о мотоциклах) и немецкая компания Motor Presse, издатель Auto, Motor und Sport.
В 1992 году издание было продано издательством FF Publishing компании Emap (ныне Ascential), которая публиковала его на регулярной основе до 2007 года, после чего передала права медиахолдингу Bauer Consumer Media. В 1999 году главным редактором был назначен Грег Фаунтейн, который сполна реализовал свои журналистские навыки и привлёк некоторых высококачественных новых авторов, среди которых были Алексей Сейл и Энтони Френч-Констант. В период с 2002 по 2004 года главным редактором журнала являлся Ангус Маккензи.
В 2004 году пост главного редактора занял Джейсон Барлоу, бывший телеведущий Top Gear, который провёл радикальный редизайн журнала. Шаблон издания, который был разработан Эндрю Франклином, выиграл две самых больших награды в области дизайна среди журналов Великобритании в 2007 году.
В марте 2009 года журнал переименовал свой знаменитый раздел, который даёт подробную информацию о новых автомобилях, поступивших в продажу в Великобритании, в прежнее наименование The Good, The Bad and The Ugly которое он использовал в начале 1970-х годов.
В 2012 году журнал отпраздновал собственное 50-летие. На сегодняшний день издание имеет более миллиона читателей по всему миру, в том числе благодаря своему веб-сайту. Помимо Великобритании журнал продаётся в 32 странах мира.

## Главные редакторы
- 2006—настоящее время: Phil McNamara
- 2004—2006: Jason Barlow
- 2002—2004: Angus MacKenzie
- 1999—2002: Greg Fountain
- 1995—1999: Rob Munro-Hall
- 1994—1995: Gavin Green
- 1993: Mark Gillies
- 1992—1993: Richard Bremner
- 1987—1992: Gavin Green
- 1981—1987: Steve Cropley (два издания вышли под ответственностью Rob Golding в 1985)
- 1974—1981: Mel Nichols[2]
- 1971—1974: Ian Fraser
- 1963—1971: Douglas Blain
- 1963—1964: Nigel Lloyd
- 1962—1963: George Bishop